# Litouwen op de Olympische Zomerspelen 1924
Litouwen debuteerde op de Spelen tijdens de Olympische Zomerspelen 1924 in Parijs, Frankrijk. Er werden geen medailles gewonnen.

## Deelnemers en resultaten
(m) = mannen, (v) = vrouwen, (g) = gemengd

### Voetbal
| Olympiër | Discipline | Resultaat | Prestatie                          |
| --- | ---------- | --------- | ---------------------------------- |
| Edvardas Mikučiauskas Hansas Gecas Jurgis Hardingsonas Leonas Juozapaitis Juozas Žebrauskas Stasys Janušauskas Stasys Razma Stasys Sabaliauskas Stepas Garbačiauskas Valerijonas Balčiūnas Vincas Bartuška | mannen     | 17e       | 1ste ronde: V van Zwitserland: 0-9 |

### Wielersport
| Olympiër            | Discipline  | Resultaat | Prestatie      |
| ------------------- | ----------- | --------- | -------------- |
| Isakas Anolikas     | tijdrit (m) | DNF       | niet gefinisht |
| Juozas Vilpišauskas | tijdrit (m) | DNF       | niet gefinisht |

Argentinië · Australië · België · Brazilië · Brits-Indië · Bulgarije · Canada · Chili · Cuba · Denemarken · Ecuador · Egypte · Estland · Filipijnen · Finland · Frankrijk · Griekenland · Groot-Brittannië · Haïti · Hongarije · Ierland · Italië · Japan · Joegoslavië · Letland · Litouwen · Luxemburg · Mexico · Monaco · Nederland · Nieuw-Zeeland · Noorwegen · Oostenrijk · Polen · Portugal · Roemenië · Spanje · Tsjecho-Slowakije · Turkije · Uruguay · Verenigde Staten · Zuid-Afrika · Zweden · Zwitserland